# Europeisk rummy
Europeisk rummy är ett kortspel som hör till rummy-familjen, en grupp besläktade spel som alla har en likartad spelmekanism och som går ut på att samla på vissa kombinationer av kort.
Kännetecknande för europeisk rummy är dels att kombinationerna endast får utgöras av sekvenser av kort i samma färg, dels att kombinationerna inte läggs upp efterhand utan behålls på handen till spelets slut. Vanligtvis används två eller fler sammanblandade kortlekar med jokrar.